# Halobates micans
Halobates micans Eschscholtz, 1822 è un insetto della famiglia Gerridae, una delle 5 specie del genere Halobates in grado di sopravvivere negli spazi oceanici.

## Distribuzione e habitat
Tra le specie del genere Halobates è quella con l'areale più ampio, l'unica con una distribuzione pressoché cosmopolita, essendo presente sia nell'oceano Atlantico che nell'Indo-Pacifico, nelle acque calde comprese tra latitudine 20° N e 20° S.

## Biologia
Sono voraci predatori che si nutrono prevalentemente di plancton.
Depongono le loro uova su qualsiasi oggetto galleggiante come piume di uccelli, pezzi di legno, ed anche grumi di catrame e pezzi di plastica.
Questa specie è spesso predata dalla tartaruga Caretta caretta.